# روبرت إتش هيوم
روبرت إتش هيوم (بالإنجليزية: Robert H. Hume)‏ هو منافس ألعاب قوى أمريكي، ولد في 22 سبتمبر 1922 في كانونسبرغ في الولايات المتحدة، وتوفي في 28 فبراير 1999 في كالامازو في الولايات المتحدة.